# Chalandri
Chalandri (gr. Χαλάνδρι) – miasto w Grecji, w administracji zdecentralizowanej Attyka, w regionie Attyka, w jednostce regionalnej Ateny-Sektor Północny. Siedziba i jedyna miejscowość gminy Chalandri. W 2011 roku liczyło 74 192 mieszkańców. Położone w granicach Wielkich Aten.